# Platyrrhacus loretus
Platyrrhacus loretus är en mångfotingart som beskrevs av Chamberlin 1941. Platyrrhacus loretus ingår i släktet Platyrrhacus och familjen Platyrhacidae. Inga underarter finns listade i Catalogue of Life.